# Lilla Brokholmen
Lilla Brokholmen är en ö i Finland. Den ligger i Finska viken och i kommunen Borgå i den ekonomiska regionen  Borgå i landskapet Nyland, i den södra delen av landet. Ön ligger omkring 58 kilometer öster om Helsingfors. Lilla 
Öns area är 0,7 hektar och dess största längd är 180 meter i nord-sydlig riktning.